# Зенхайм
Зенхайм (нем. Senheim) — община в Германии, в земле Рейнланд-Пфальц. 
Входит в состав района Кохем-Целль. Подчиняется управлению Кохем-Ланд.  Население составляет 563 человека (на 31 декабря 2010 года). Занимает площадь 12,58 км².
Город подразделяется на 2 городских района.